# Panorpa thompsoni
Panorpa thompsoni är en näbbsländeart som beskrevs av Cheng 1957. Panorpa thompsoni ingår i släktet Panorpa och familjen skorpionsländor. Inga underarter finns listade i Catalogue of Life.